# 張子良
張 子良（ちょう しりょう、1194年 - 1271年）は、金朝末期からモンゴル帝国初期にかけて活躍した人物。字は漢臣。涿州范陽県の出身。

## 概要
金末の混乱期には郷里の者を集めて「義軍（後の漢人世侯）」と呼ばれる自衛団を組織した。張子良は千人を率いて燕薊地方に移り、漁業を営み生活したが、やがて張子良に従う者が増え生活を維持できなくなってきた。金朝朝廷が燕薊地方の中都（大興府）から開封に遷都すると、張子良も南下して宿州・寿州へと移住した。
この頃、金朝の首都の開封はモンゴル軍の包囲を受けて追い詰められた状態にあった。国用安なる人物がこれを救援しようと張子良を派遣し、モンゴル軍の包囲をくぐり抜けて開封城内に入った張子良は国用安の意図を伝え、金朝朝廷から歓待された。その翌年、張子良は米500石を開封城内に運び込んだ功績により栄禄大夫・総管陝西東路兵馬の地位を授けられて宿州を治めた。しかしモンゴル軍に阻まれて国用安の開封救援は上手く行かず、この頃張子良は長期に渡る戦争で困窮した徐州・宿州の民を保護している。ある時、モンゴル軍に遭遇した張子良は重傷を負ってしまい、やむなく泗州に移住した。
1238年（戊戌）、張子良は遂に泗州西城の25県・軍民10万8千戸を率いてモンゴル軍の元帥アジュに来帰した。オゴデイ・カアンは張子良の来帰を受け容れて京東路都総帥に任命し、銀青栄禄大夫の地位を授けた。その後更に京東路行尚書省兼都総帥に昇格となり、1240年（庚子）には金符を下賜されている。張子良は義軍を興して以来南北に転戦したが、張子良のおかげで死を免れた者は数え切れないほどであったという。
1253年（癸丑）、第4代皇帝モンケの命によって帰徳府総管とされた。1261年（中統2年）4月には第5代皇帝クビライにより帰徳府・泗州総管に任じられた。1270年（至元7年）には改めて昭勇大将軍・大名路総管・兼府尹の地位を授けられたが、1271年（至元8年）に78歳にして亡くなった。張懋と張亨という二人の息子がおり、張子良の死後は張懋が地位を継承した。